# Gyrinoides
Gyrinoides is een geslacht van kevers uit de familie schrijvertjes (Gyrinidae).
Het geslacht is voor het eerst wetenschappelijk beschreven in 1856 door Motschulsky.

## Soorten
Het geslacht omvat de volgende soort:
- Gyrinoides limbatus Motschulsky, 1856